# Işıl Alben
Işıl Alben (Istanbul, 22 febbraio 1986) è una cestista turca.
Alta 170 cm, gioca come guardia.

## Carriera
Con la Turchia ha disputato due edizioni dei Giochi olimpici (Londra 2012, Rio de Janeiro 2016), due dei Campionati mondiali (2014, 2018) e sei dei Campionati europei (2007, 2011, 2013, 2015, 2017, 2019).